# Art nouveau à Anvers

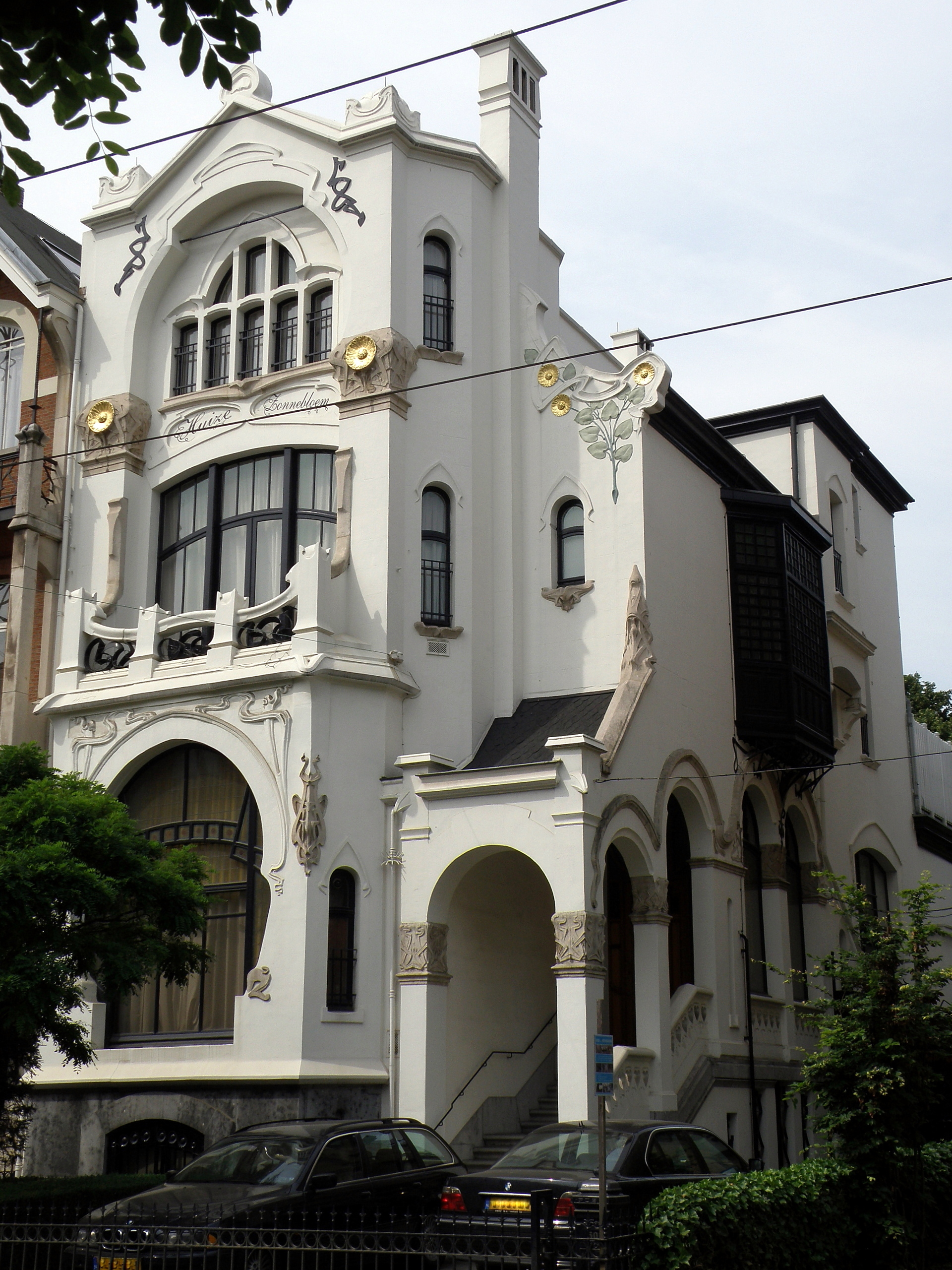
Huize Zonnebloem (maison le Tounesol), arch. Jules Hofman, 1900.

Ce fut sous l'impulsion des architectes Joseph Bascourt, Jacques De Weerdt, Jules Hofman, Émile Van Averbeke, Émile Thielens, Frans Smet-Verhas et du tandem  August Cols et Alfried Defever que l'art nouveau se développa à Anvers à partir de 1895.
Les ornements propres au style Art nouveau anversois sont le plus souvent constitués de nombreux panneaux de céramiques ou de mosaïques. On dénombre assez peu de sgraffites.
Plusieurs cercles d'art anversois accueillent des architectes et décorateurs ouverts à cette modernité comme Als ik Kan et De Scalden.

## Implantation dans le quartier Zurenborg
Contrairement à Bruxelles ou Liège où l'art nouveau se répandit dans de nombreux quartiers, Anvers rassembla l'essentiel de ses constructions de style art nouveau dans un seul quartier, Zurenborg situé à 3 km au sud-est du centre-ville et à deux pas au nord de la gare de Berchem.
La plupart des réalisations se situent dans "le triangle d'or" de l'art nouveau anversois entre les rues Transvaalstraat, Waterloostraat et Cogels Osylei.
Cette dernière artère témoigne d'une richesse architecturale importante. En effet, les styles néo-classique, éclectique et surtout art nouveau s'y côtoient harmonieusement derrière des jardinets où grilles et portails se succèdent avec diversité.

## Principales réalisations Art nouveau à Anvers

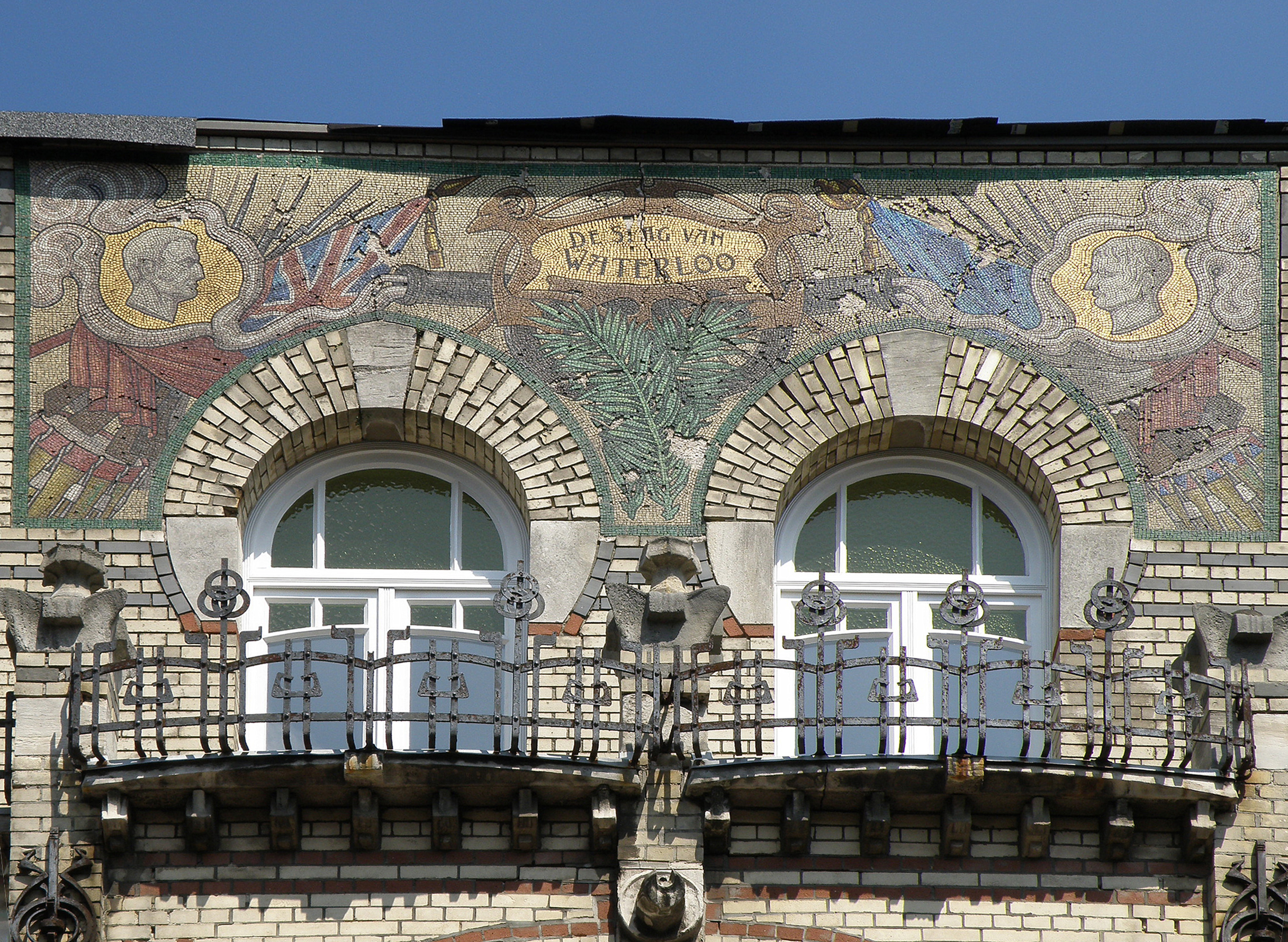
Maison De slag van Waterloo, mosaïque ornant la façade.

### Huize Zonnebloem
Un des plus beaux exemples en est l'immeuble Huize Zonnebloem (Maison le Tournesol) construit en 1900 par Jules Hofman au n° 50 sur Cogels Osylei dans un style proche du Jugendstil allemand. Des ornements floraux stylisés courent le long des baies qui sont totalement différentes à chaque niveau.
On remarquera deux tournesols sur la façade principale et trois plus petits au premier étage au-dessus des arcades d'entrée.

### Huis De Slag van Waterloo
Autre construction remarquable dans ce quartier : la maison De Slag van Waterloo (la Bataille de Waterloo) où la façade symétrique (à l'exception d'une tourelle latérale) est ornée de mosaïques aux noms, figures et étendards de Wellington et Napoléon. On remarquera aussi un étrange jeu de briques à l'étage supérieur. Frans Smet-Verhas en est l'architecte en 1905.

### La Maison du Peuple
Quelques immeubles très intéressants et originaux furent édifiés dans d'autres quartiers comme la Maison du Peuple libérale, bâtie dès 1900 par les architectes Émile Van Averbeke et Jan van Asperen. La façade symétrique percée d'une grande baie ovale est entourée d'une mosaïque symbolisant le travail avec pour slogan "Help U Zelve" signifiant "Aidez-vous vous-même". La façade est couronnée par deux demi-pignons terminés par des sculptures sur pierre d'un homme et d'une femme, la tête courbée au milieu d'une spirale de fer forgé.

### Huis De Vijf Werelddelen

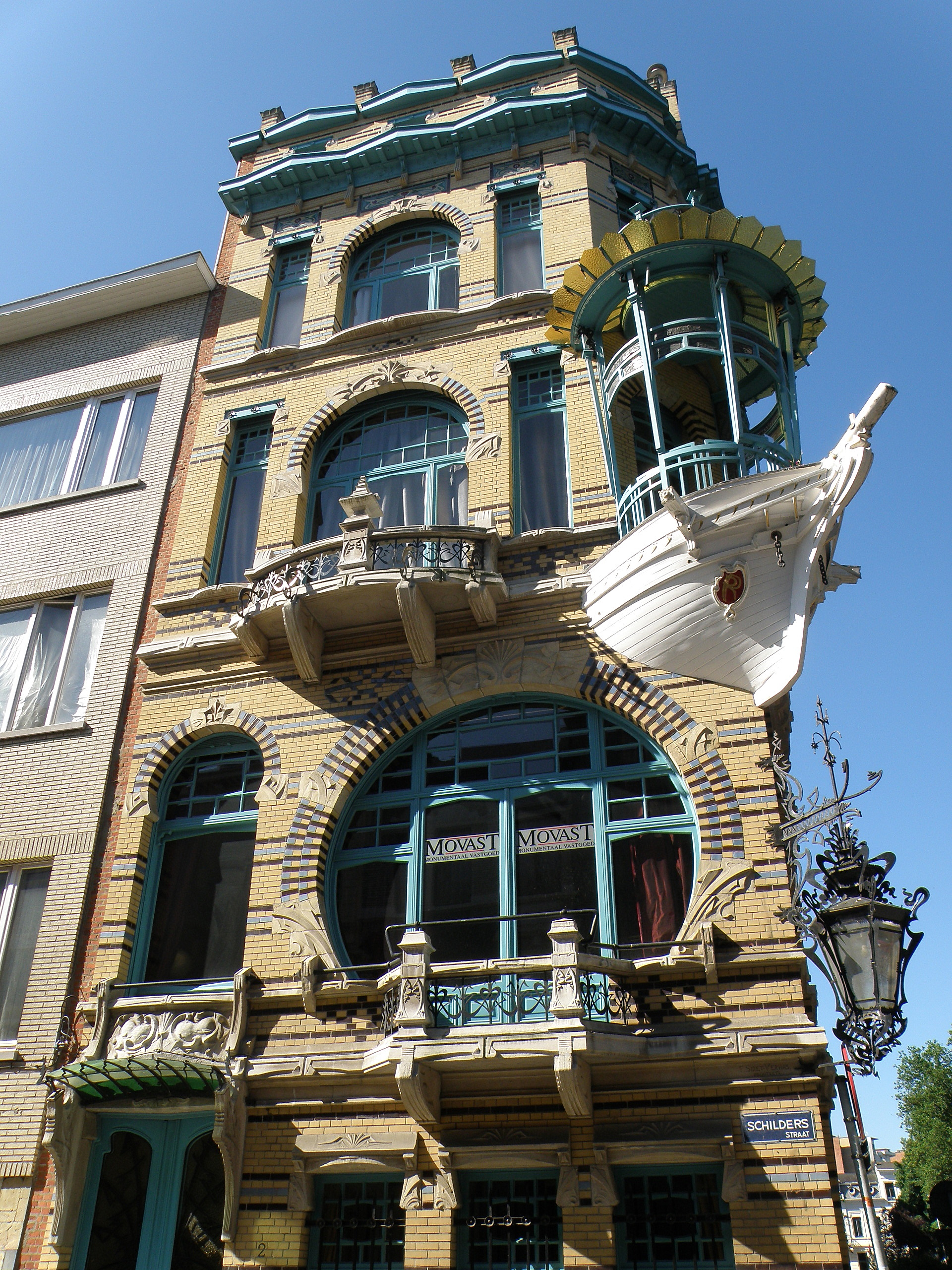
Immeuble De Vijf Werelddelen, Schildersstraat à Anvers

On notera aussi la surprenante maison De vijf werelddelen (litt. les 5 Continents), communément appelé ’t Bootje, où la structure de la loggia repose sur la proue d'un navire qui semble sortir de l'angle du bâtiment. Elle se situe à l'angle de la Schildersstraat et de Plaatsnijdersstraat et est l'œuvre de Frans Smet-Verhas en 1901.

## Liste des maisons Art nouveau à Anvers
Liste non exhaustive des immeubles de style Art nouveau ou en comportant certains éléments.

### Quartier de Zurenborg

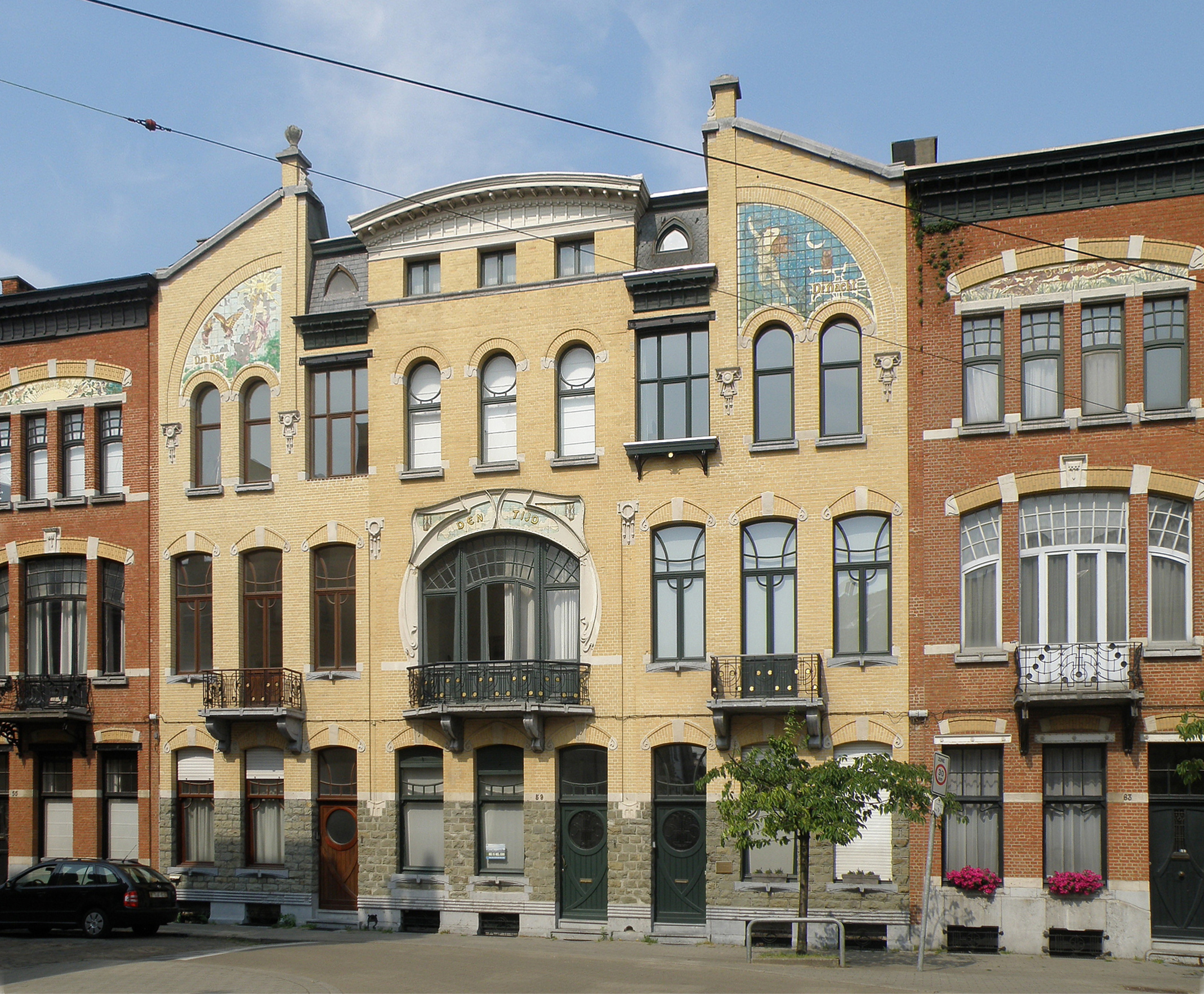
Ensemble Den Tijd

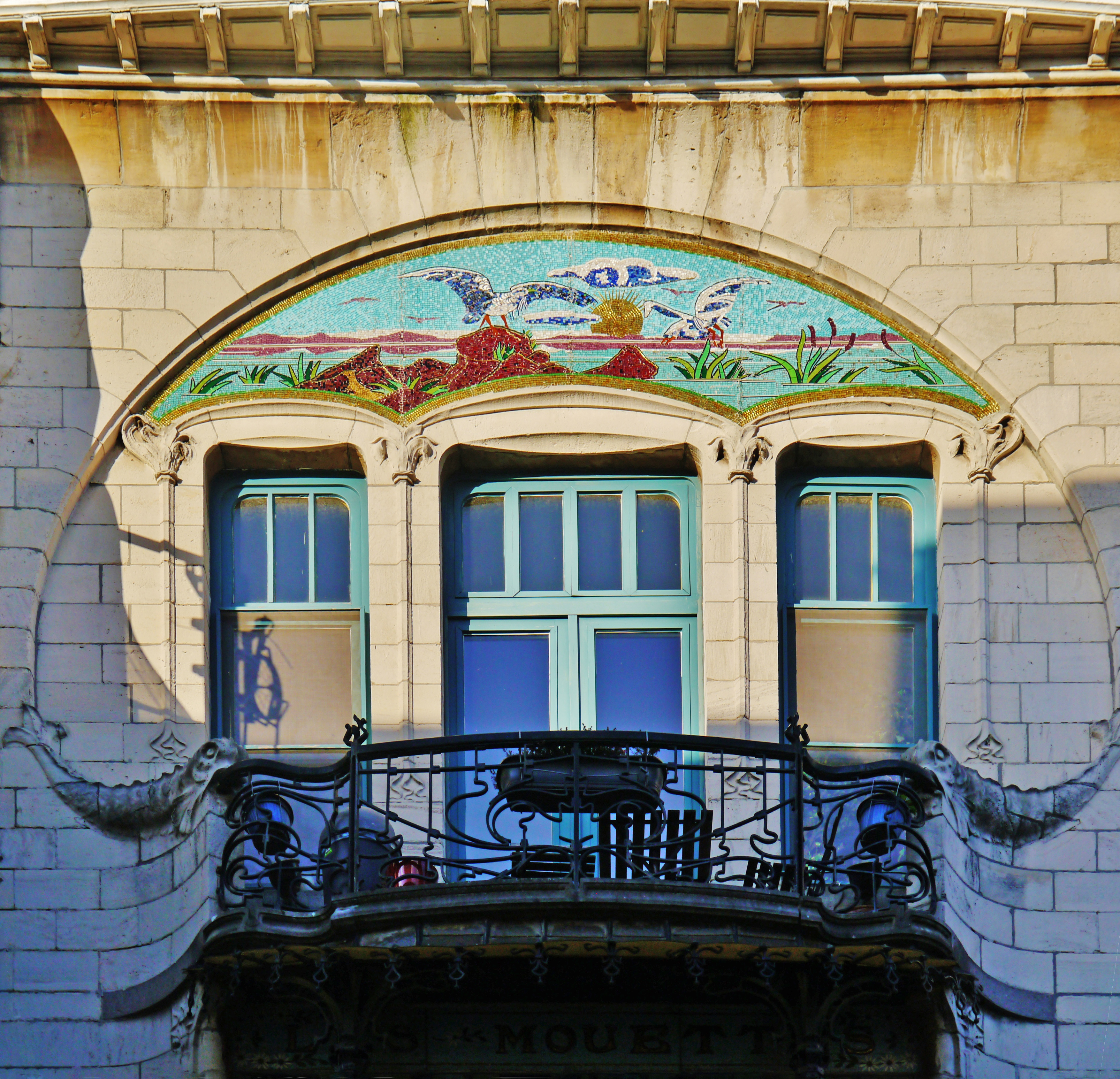
Maison Les Mouettes

- Cobdenstraat, 24, Maison personnelle d'Émile Van Averbeke, 1907
- Cogels Osylei, 42, Villa De Waterlelies, A.Cols et A.Defever, 1900
- Cogels Osylei, 44, Maison Iris de Lischbloem, T.Van den Bossche, 1898
- Cogels Osylei, 46, Maison De Roos, J.Hofman, 1898
- Cogels Osylei, 50, Huize Zonnebloem (Maison le Tournesol), J.Hofman, 1900
- Cogels Osylei, 55, Maison De Morgenster (l'Etoile du Matin), J.Bascourt, 1904
- Cogels Osylei, 59, Maison De Zonnewijzer, A.Cols et A.Defever, 1909
- Cogels Osylei, 80, Maison Quinten Matsys, J.De Weerdt, 1904
- Dolfijnstraat, 55/57/59, Joseph Baeckelmans, 1905
- Generaal Van Meerlenstraat, 27-30, Ensemble Herfst, Winter, Zomer en Lente,4 maisons d'angle au carrefour avec Waterloostraat, J.Bascourt, 1899
- Grotehondstraat 38, 40, 46, 48, Ensemble Notus, Zephyr, Eurus en Boreas, A.Cols et A.Defever, 1901
- Lange Van Ruusbroecstraat, 135, Maison Schroyens, F.Smet-Verhas, 1908
- Mercatorstraat, 102/104/106, Ensemble Verfaillie, É. Van Averbeke et W.Diehl, 1901
- Oostenstraat, 28, Maison 't Daghet in den Oosten, J De Weerdt, 1906
- Oostenstraat, 32, Maison Citroen-Cahn, J De Weerdt, 1908
- Oostenstraat, 34, Maison Leys, J De Weerdt, 1906
- Schorpioenstraat, 17, Maison De Graaf, J.De Weerdt, 1906
- Transvaalstraat, 18, A. Defever, 1914
- Transvaalstraat, 30, Maison Talkowski, J.De Weerdt, 1906
- Transvaalstraat, 42, Maison Mon Repos, Albert Gondrexon, 1901
- Transvaalstraat, 52/54, Maisons Lotus et Papyrus, J.Bascourt, 1901
- Transvaalstraat, 56, Maison Boreas, J.Bascourt, 1898
- Transvaalstraat, 62, Maison De Roos, J.Hofman, 1899
- Velodroomstraat, 47, Maison Claessens, J.De Weerdt, 1911
- Waterloostraat, 2, Maison De Margriet, J.Hofman, 1900
- Waterloostraat, 8/10/12, Ensemble De Pauw, A.Cols et A.Defever, 1900
- Waterloostraat, 11, Maison De Slag van Waterloo (la Bataille de Wateroo), F.Smet-Verhas, 1905
- Waterloostraat, 14/16/18, F.Smet-Verhas, 1901
- Waterloostraat, 26/28, Ensemble De Mot, J.De Weerdt, 1904
- Waterloostraat, 27, Maison Verheyen, J.De Weerdt, 1904
- Waterloostraat, 30, Maison Napoléon, J.De Weerdt, 1904
- Waterloostraat, 31, Maison Nymphea, J. Bascourt, 1904
- Waterloostraat, 39, Maison Les Mouettes, J.De Weerdt, 1905
- Waterloostraat, 49/51, Ensemble Baeckelmans, Joseph Baeckelmans, 1905
- Waterloostraat, 53, Maison Smeyers, Adolphe Van Coppernolle, 1904
- Waterloostraat, 55-63, Ensemble Den Tijd (le Temps), séquence A.Cols et A.Defever, 1903
- Zénobe Grammestraat 48, Maison Églantine et 50, J.De Weerdt, 1905

### Autres quartiers

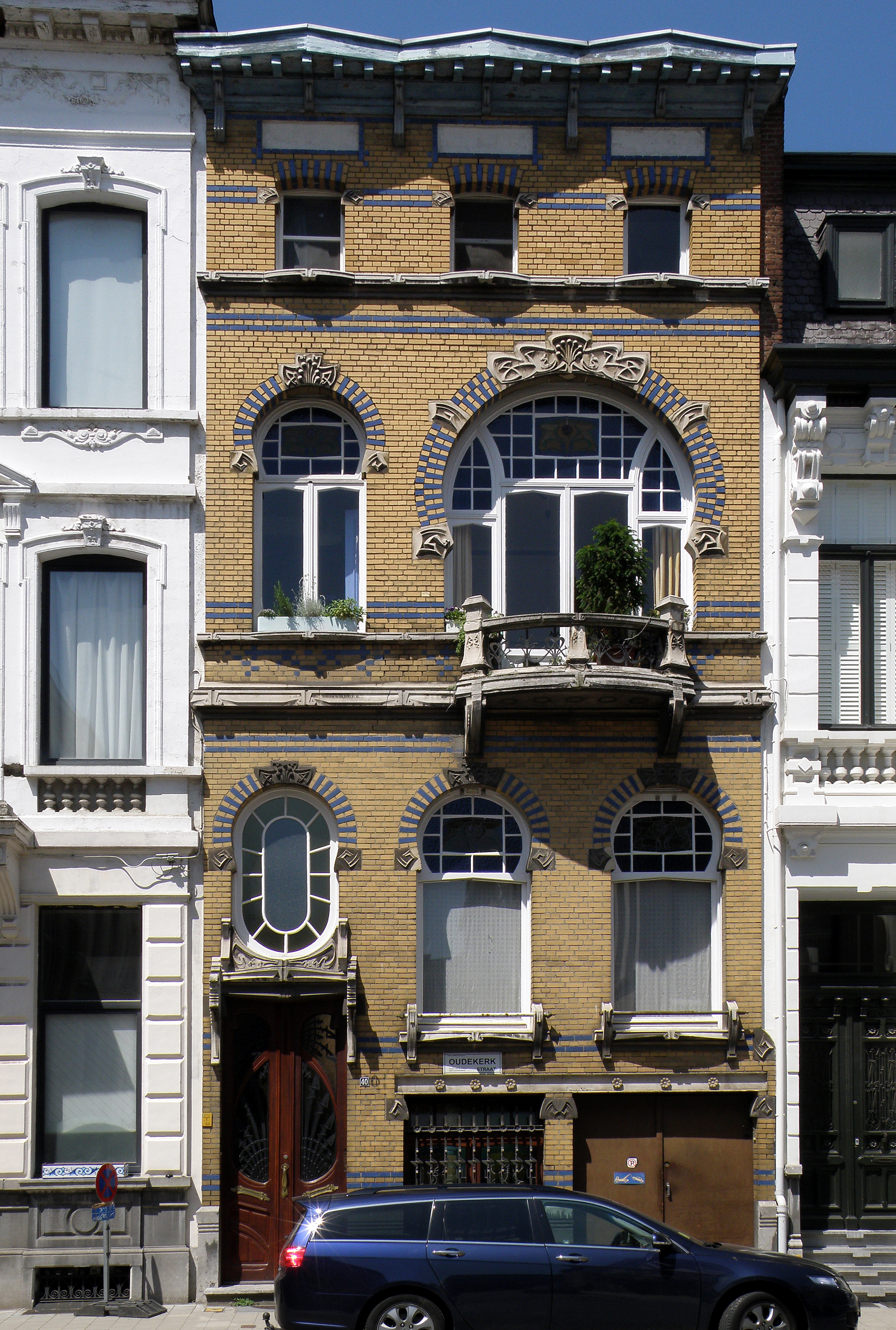
Maison Selderslachts-Clasman, F.Smet-Verhas, 1904

- Beeldhooverstraat, 22, W.van Oenen, 1901
- Harmoniestraat, 24, Koetshuis Maquinay, É. Thielens, 1902
- Koningin Astridplein, Koninklijke Maatschappij voor Dierkunde, É. Van Averbeke, 1899
- Koningin Astridplein, 25, Café-restaurant Paon Royal, É. Van Averbeke et É. Thielens, 1899
- Lange Lobroekstraat 12, J. De Weerdt, 1910
- Lange Lobroekstraat 14, Maison De Dageraad, J. De Weerdt, 1907
- Oudekerkstraat, 40, Maison Selderslachts-Clasman, F.Smet-Verhas, 1904
- Paleisstraat, Brandweerkazerne (Caserne des Pompiers), É. Van Averbeke et J.Van Asperen, 1907
- Sanderusstraat, 52, É. Van Averbeke, 1908
- Schildersstraat, 2, Huis De Vijf Werelddelen (les 5 Continents), F.Smet-Verhas, 1901
- Volkstraat, 40, Maison du Peuple libérale Help U Zelve, É. Van Averbeke et J.Van Asperen, 1901

## Source
- (nl) https://inventaris.onroerenderfgoed.be/